# Young Girls
Young Girls è un singolo del cantautore statunitense Bruno Mars, pubblicato il 10 dicembre 2013 come quinto estratto dal secondo album in studio Unorthodox Jukebox. Il brano è stato scritto dallo stesso Mars insieme a Philip Lawrence e Ari Levine.

## Descrizione
(Bruno Mars parlando di Young Girls)
Young Girls è una canzone dove Mars affronta le idee di indulgere nel fascino delle giovani ragazze, anche riconoscendo che ciò che sta facendo è sbagliato, continuando a sognare una vita più semplice. La canzone è scritta da Bruno Mars, Philip Lawrence Ari Levine.
La canzone è una ballad power pop, che mischia uno stile anni '60 ad un moderno tipo di pop, ciò ha portato diversi paragoni da parte di critici musicali a brani di Lana Del Rey e dei The Knack.

## Critica
La canzone ha ricevuto recensioni generalmente buone da parte della critica. Carl Williott di "Idolator" ha dato la canzone una recensione molto buona, definendo la canzone "un bel rovescio della medaglia" su Mars confrontandolo con il precedente singolo "Locked Out of Heaven". Chris Martins di "Spin" ha definito canzone "epica", mentre Andy Gill di The Independent la ha definita "piacevole e orecchiabile". Melinda Newman di HitFix ha dato alla canzone un'eccellente recensione, lodando la melodia e la capacità vocale di Mars, scrivendo che "è una melodia molto  dolce".
I recensori di "IGN" hanno notato che la canzone ricorda  Grenade nella sua strumentazione e l'atmosfera.
Jon Caramanica del "The New York Times" ha definito la canzone "Dolce e passionevole" paragonandola al brano New Year's Day degli U2. Jessica Sager del "Pop Crush" la ha definita "una ballata dolente", scrivendo che "la sua voce spicca accompagnato dalla parte strumentale, ed è una buona scelta come la prima traccia dell'album Unorthodox Jukebox.

## Classifiche
| Classifica (2013-2014) | Posizione massima |
| ---------------------- | ----------------- |
| Australia              | 62                |
| Canada                 | 8                 |
| Corea del Sud          | 1                 |
| Danimarca              | 14                |
| Francia                | 98                |
| Irlanda                | 59                |
| Nuova Zelanda          | 23                |
| Paesi Bassi            | 14                |
| Regno Unito            | 83                |
| Stati Uniti            | 32                |